# Jesu
Jesu je britská hudební skupina založená v roce 2003 ve velšském městě Abergele Justinem Karlem Broadrickem (ex-Napalm Death, ex-Godflesh) po rozpadu jeho dřívější kapely Godflesh.
Ve své tvorbě kombinuje prvky shoegaze, post-metalu, industrial metalu, drone metalu a doom metalu.
Název je převzat od jména poslední skladby alba Hymns z roku 2001 od Godflesh.
Debutové eponymní album Jesu vyšlo v roce 2004 u amerického vydavatelství Hydra Head Records.

## Diskografie
Studiová alba
- Jesu (2004)
- Conqueror (2007)
- Infinity (2009)
- Ascension (2011)
- Everyday I Get Closer to the Light from Which I Came (2013)
- Terminus (2020)

EP
- Heart Ache (2004)
- Silver (2006)
- Sun Down / Sun Rise (2007)
- Lifeline (2007)
- Why Are We Not Perfect (2008)
- Opiate Sun (2009)
- Christmas (2010)
- Never (2020)
- Pity / Piety (2022)
- Hard to Reach (2024)

Kompilační alba
- Pale Sketches (2007)
- Heart Ache / Dethroned (2010)

Singly
- Duchess / Veiled (2012)
- Because of You (2020)
- When I Was Small (2020)

Kolaborační alba
- Jesu / Sun Kil Moon (2016)[1]
- Resolution Heart (2017)
- 30 Seconds to the Decline of Planet Earth (2017)

Split nahrávky
- Jesu / Eluvium (2007)
- Envy / Jesu (2008)
- Jesu / Battle of Mice (2008)